# Eadmero di Canterbury
Eadmero di Canterbury (in latino Eadmerus Cantuariensis; 1060 circa – 1126 circa) è stato uno scrittore, storico e teologo anglosassone, noto per essere il principale biografo di Anselmo d'Aosta, di cui fu anche grande amico.

## Biografia
Eadmero nacque intorno al 1060 da genitori di probabile origine anglosassone; divenne monaco nel monastero benedettino della cattedrale di Canterbury dove, intorno al 1078-1079, incontrò Anselmo (che era in visita in Inghilterra in rappresentanza dell'abbazia normanna di Notre-Dame du Bec). La loro amicizia si consolidò quando, nel 1093, Anselmo divenne arcivescovo di Canterbury e si trasferì quindi in Inghilterra.
Dopo la morte di Anselmo, avvenuta nel 1109, l'occupazione principale di Eadmero fu la scrittura; oltre all'importante testo di carattere biografico su Anselmo stesso, la Vita Anselmi (Vita di Anselmo), egli fu autore di una Historia novorum in Anglia (Storia degli eventi recenti in Inghilterra) in sei volumi, che narrava in dettaglio la storia della regione inglese nel periodo tra il 1066 e il 1122 con un occhio di riguardo per le vicende legate al mondo ecclesiastico. Scrisse inoltre diversi Opuscula (Opere minori) comprendenti le vite dei santi Bregwin, Vilfrido di York, Oda di Canterbury, Dunstano di Canterbury, Oswald di Worcester. Dei suoi lavori teologici, il più degno di nota è probabilmente il De conceptione Sanctae Mariae (Sul concepimento di Santa Maria), il quale svolse un ruolo di una certa importanza nella messa a punto della dottrina dell'immacolata concezione.
Nel 1120 (o 1121) Eadmero venne nominato arcivescovo di St. Andrews, ma poiché gli scozzesi che abitavano l'arcidiocesi (collocata tra gli attuali Berwickshire e Aberdeenshire) non riconoscevano l'autorità dell'arcivescovo di Canterbury, egli non venne mai consacrato e presto rinunciò alla carica. La data della sua morte è sconosciuta, ma è probabilmente compresa tra il 1124 e il 1129.

## Opere
- Vita Anselmi
- Historia novorum in Anglia
- Opuscula
- De conceptione Sanctae Mariae